# Škaljari

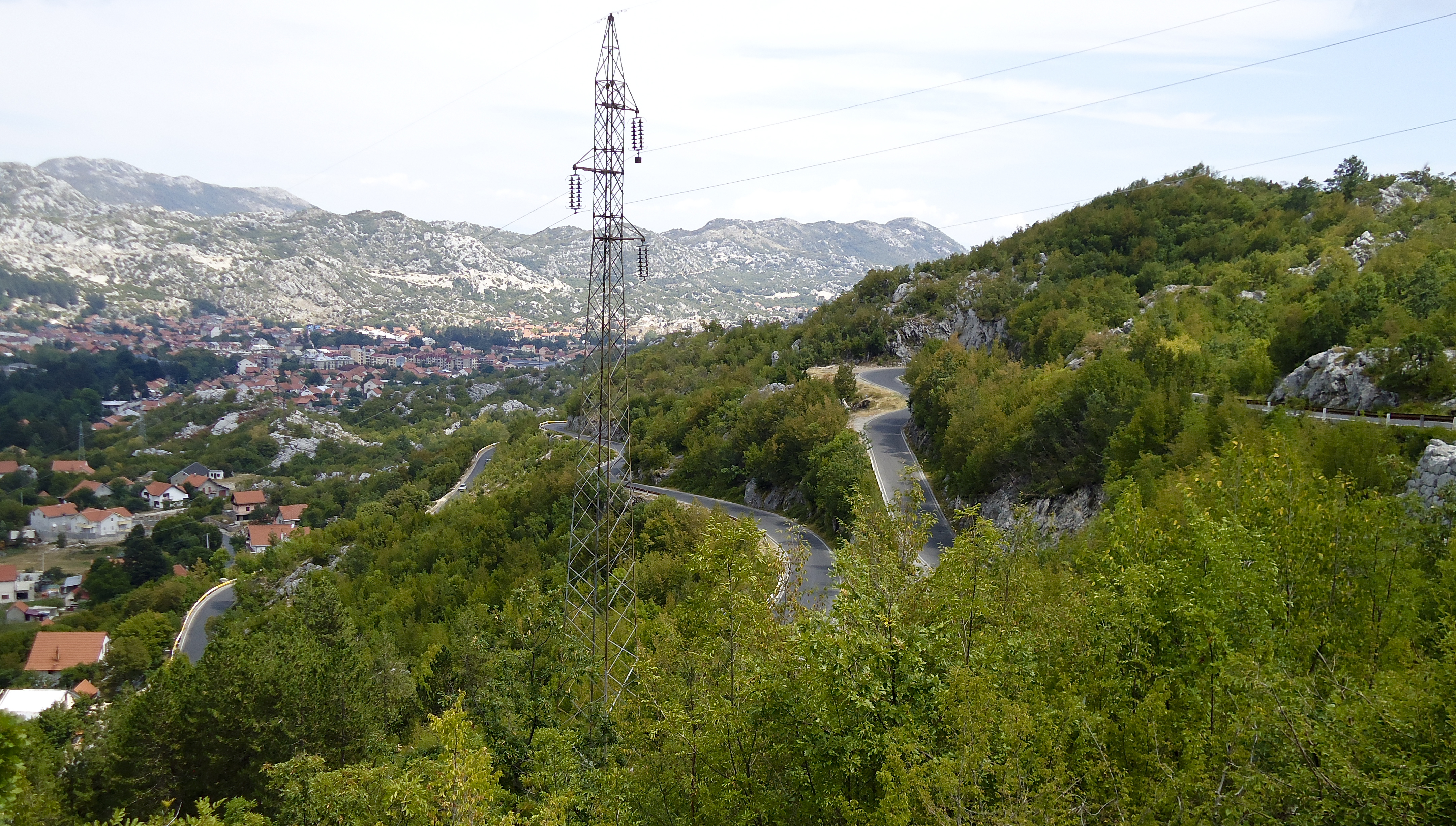
Pohled na Škaljari z vnitrozemí

Škaljari (srbsky Шкаљари) je město a přímořské letovisko v Černé Hoře, nacházející se u zálivu Boka Kotorska. Je součástí opčiny města Kotor, s nímž těsně sousedí a tvoří spolu s ním a městem Dobrota souměstí. V roce 2003 zde žilo celkem 4 002 obyvatel, díky čemuž je Škaljari osmnáctým největším černohorským městem, někdy však bývá považováno za přímou součást Kotoru. Po Dobrotě je druhým největším městem opčiny Kotor.
Sousedními letovisky jsou Kotor a Muo.